# Piroska Váczi
Piroska Váczi, coniugata Börcsökné (Komádi, 1º marzo 1958), è un'ex cestista ungherese.

## Carriera
Con l'Ungheria ha disputato due edizioni dei Campionati europei (1978, 1981).